# 惠普Pavilion
惠普Pavilion是由惠普出品的面向普通消费者的笔记本电脑\桌上型電腦产品系列，于1995年推出。其主要与宏碁的Aspire、戴尔的Inspiron和戴尔XPS、联想的IdeaPad、三星的三星Sens和东芝的Dynabook Satellite竞争。
此系列電腦在中國內地被命名為「惠普星系列」。